# Wyspa Biegiczewa
Wyspa Biegiczewa (ros. Большой Бегичев, "Wielki Biegiczew") – rosyjska wyspa arktyczna, położona na Morzu Łaptiewów, zamykająca od północy zatokę Chatańską. Powierzchnia 1764 km². Ma charakter nizinny, z wysokościami do 201 m n.p.m. Ze względu na panujący tu klimat subpolarny jest trwale niezamieszkana.